# ماهربعل
 ماهربعل قائد فرسان حنبعل خلال الحرب البونيقية الثانية. لعب في كثير من الأحيان دوراً كبيراً في حسم المعارك لصالح قرطاجنة على حساب الرومان.
ينسب إلى ماهربعل مقولة مشهورة قالها لحنبعل عقب معركة كاناي، والتي ذكرها تيتوس ليفيوس كالآتي: بعد أن تحمّس ماهربعل لمواصلة الزحف نحو روما على الفور بعد المعركة، فقال له حنبعل: «إنني أشيد بحماسك، لكنني بحاجة إلى بعض وقت لأدرس الخطة التي اقترحتها». فقال له ماهربعل مذهولاً: «حقاً»، ثم أردف قائلاً: «لم تعط الآلهة أحداً مثلما أعطتك أنت يا حنبعل، إنك لتعرف كيف تنتصر، ولكنك لا تعرف كيف تستغل هذا النصر».

## إنجازاته العسكرية
كان أول المناصب التي تولاها ماهربعل هو قيادة القوة المحاصرة لمدينة ساغونتو عام 219 ق.م. في أثناء غياب حنبعل. كانت قيادته على درجة عالية من القوة والحزم لدرجة أن أحداً لم يلحظ غياب حنبعل، وذلك حسبما ذكر تيتوس ليفيوس.
بعد أن وصل حنبعل إلى إيطاليا، تولى ماهربعل قيادة كتيبة من الفرسان من حلفاء حنبعل الأيبيريين، وكان تمركزه في سهول نهر بو في شمال إيطاليا. في عام 218 ق.م، تم استدعائه للانضمام لقائده حنبعل في معركة تيسينيوس، والتي أصيب فيها القنصل بابليوس سكيبيو بجروح خطيرة، وكانت المعركة أول ظهور لولده سكيبيو الإفريقي في التاريخ الروماني.

## معركة بحيرة تراسمانيا
في عام 217 ق.م، في معركة بحيرة تراسمانيا، هرب 6,000 جندي روماني ولجأوا إلى إحدى القرى المجاورة. تولى ماهربعل مطاردتهم، وهناك ألقى الناجين أسلحتهم بعدما أمّنهم ماهربعل على أرواحهم. ومع ذلك، رفض حنبعل التصديق على ذلك، زاعما أن ماهربعل قد تجاوز صلاحياته. وأمر بإطلاق سراح الرجال الذين ينتمون إلى حلفاء الرومان دون فدية، وأبقى فقط على الرومان كأسرى حرب.
بعد معركة بحيرة تراسمانيا، استطاع ماهربعل وفرسانه اعتراض كتيبة رومانية من أربعة آلاف فارس بقيادة «سينتينيوس»، وقتل نصف هذا العدد، وفر الباقون. طاردهم ماهربعل وفرسانه بعد ذلك حتى أجبرهم على الاستسلام في نهاية المطاف.

## معركة كاناي
يدعي «تيتوس ليفيوس»، أنه في معركة كاناي التي وقعت في عام 216 ق.م، تولى ماهربعل قيادة الجناح الأيمن للجيش القرطاجي في المعركة. كما إدعى أنه بعد النصر مباشرة، حثّ ماهربعل حنبعل على أن يسمح له بالمضي قدما مع فرسانه لغزو روما نفسها، واعدا له بأنه إذا فعل ذلك، في غضون خمسة أيام، سيتناول عشاؤه في مبنى الكابيتول. وحين رفض قائده ذلك، قال ماهربعل مقولته الشهيرة: بأن حنبعل يعرف حقا كيف يحقق الانتصارات، ولكنه لا يعرف كيف يستخدمه.
يرى المؤرخين المعاصرين أن قرار حنبعل، كان حكيماً. في إشارة إلى حالة الإجهاد التي كان عليها جيش حنبعل بعد المعركة، في الوقت الذي كانت فيه روما قادرة على جمع فيالق جديدة للدفاع عنها. كما كانت روما محصنة بجدران هائلة، لم يكن لدى حنبعل معدات حربية للحصار.

## بعد معركة كاناي
مصير ماهربعل بعد «حصار كاسيلينيوم» غير معروف. قد يكون توفي في أثناء حصار كاسيلينيوم، أو بعد ذلك بوقت قصير.